# 港川遺跡
座標: 北緯26度07分44.2秒 東経127度45分32.9秒 / 北緯26.128944度 東経127.759139度

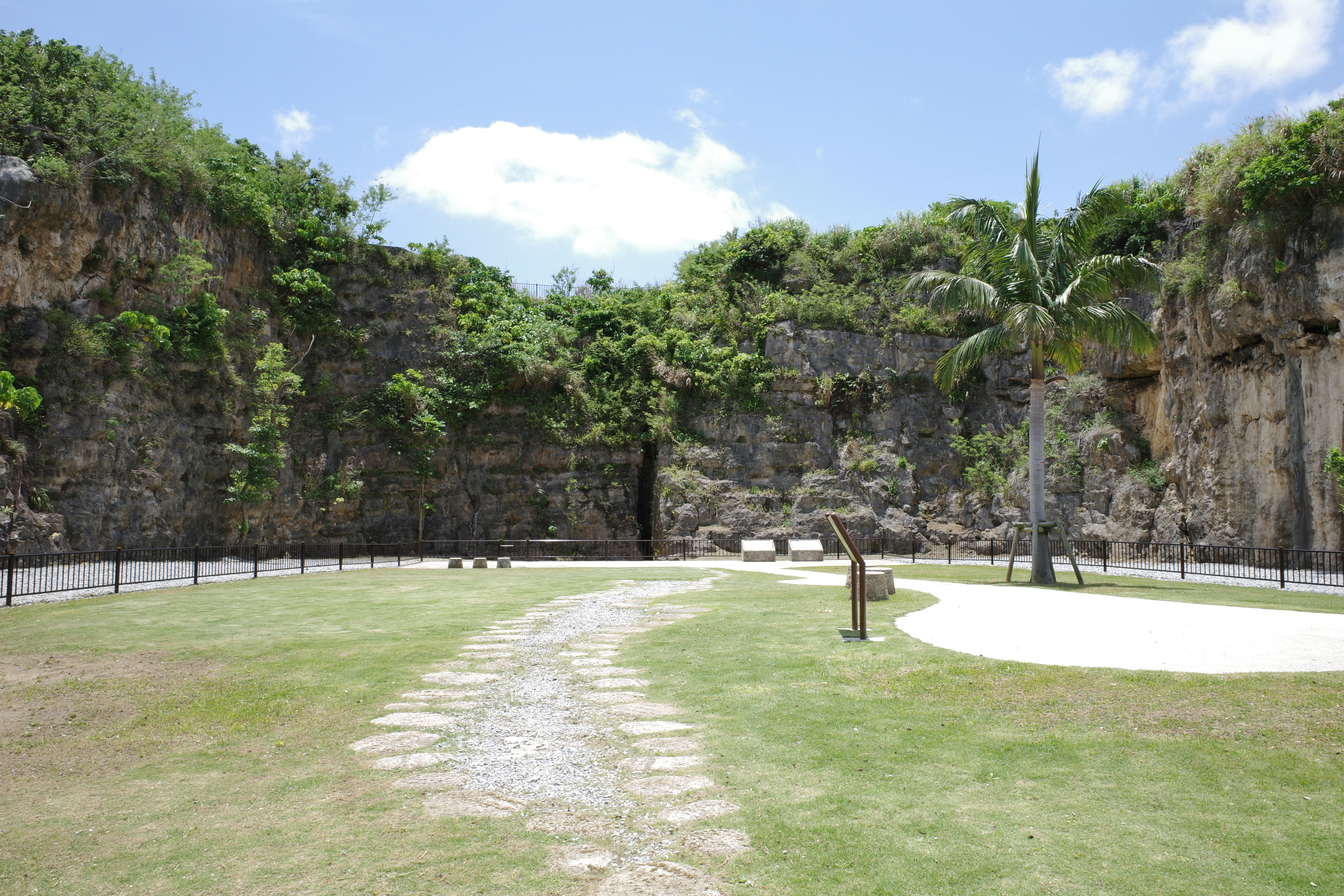
港川遺跡 全景

港川遺跡（みなとがわいせき）または港川フィッシャー遺跡（みなとがわフィッシャーいせき）は、沖縄県島尻郡八重瀬町字長毛に所在する旧石器時代から沖縄貝塚時代・グスク時代・近代にかけての複合遺跡。旧石器人である港川人が出土したことで知られる。2016年（平成28年）7月5日に「港川遺跡」として八重瀬町指定史跡に指定された。

## 所在地
沖縄本島南部、那覇市より南方約10キロメートルの島尻郡八重瀬町（旧・具志頭村）港川字長毛小字トーガマー原に位置する。

## 発見の経緯

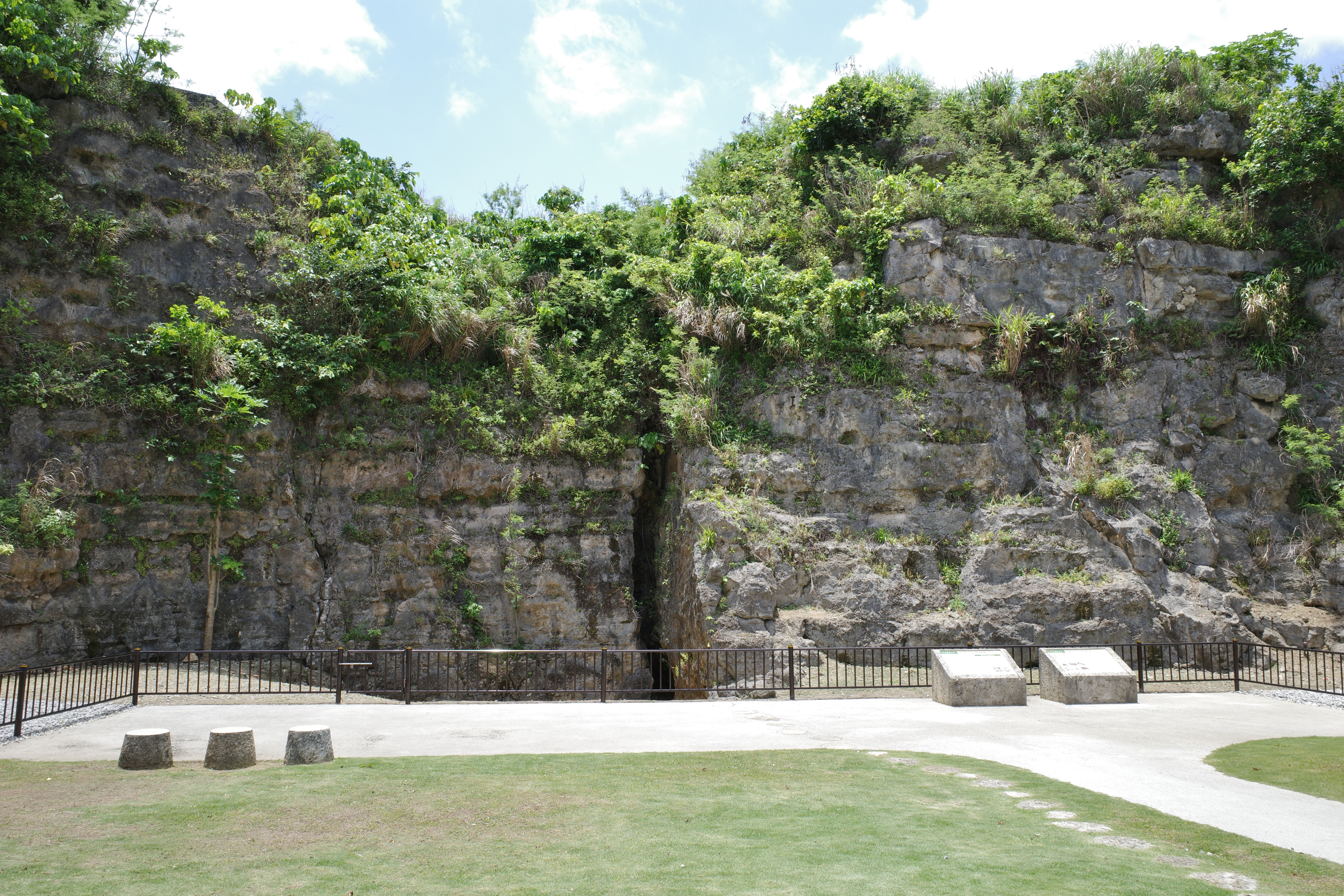
フィッシャー部分

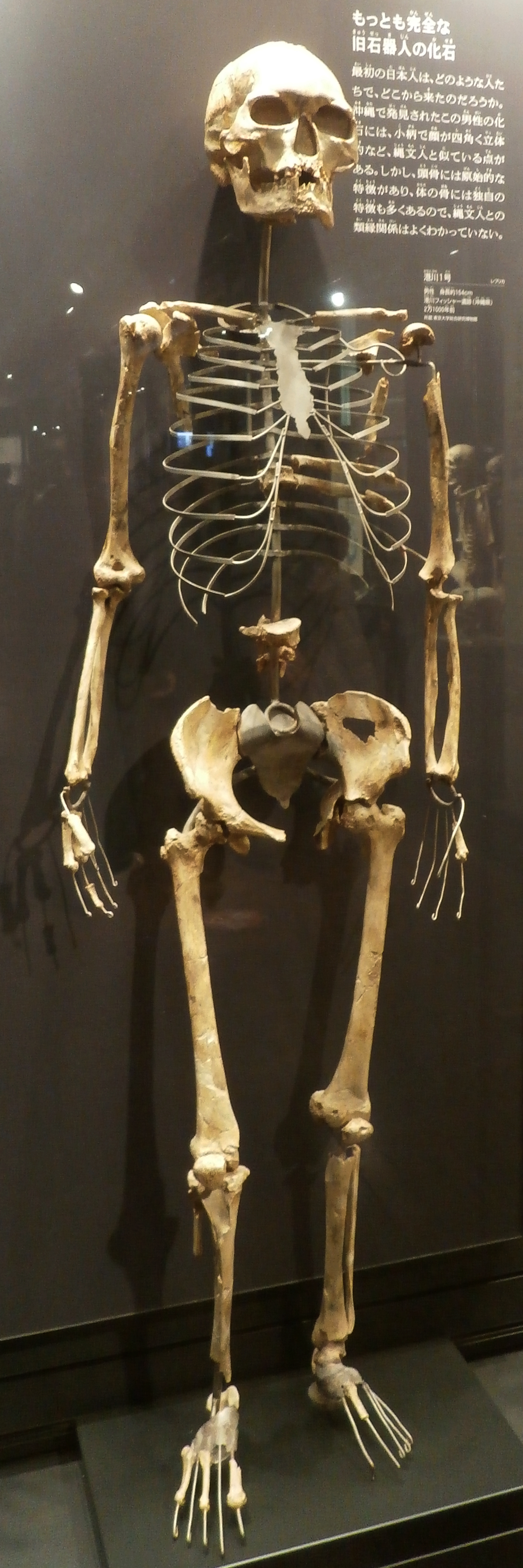
港川人（港川1号）の化石（レプリカ）。国立科学博物館の展示。

アメリカ施政権下の1967年（昭和42年）11月、那覇市でガソリンスタンドを経営していた考古学研究家の大山盛保は、具志頭村（現・八重瀬町）港川の石材店で入手した庭石（粟石=石灰岩）に、動物の化石らしきものを見出し、この石の産地に動物を求めて狩猟をしていた人類もいたのではないかと考えた。大山は港川・長毛地域の採石場に赴き、崖の裂罅（れっか、割れ目、英語でfissure＝フィッシャー）を発掘すると1万年以上前のイノシシの骨が出土した。大山はイノシシを捕獲して暮らしていた人間の存在を確信したが、この考えに同意するのは考古学者の多和田真淳ただ一人であった。遺跡からはハブ、ネズミ、カエルなど多種多様な動物の骨が出土したが、人骨はなかなか出ず、大山は日が暮れて暗くなると車のヘッドライトで遺跡を照らしながら発掘を続けた。
1968年（昭和43年）1月21日、大山は港川遺跡から人骨を発見する。同年3月19日、山下町第一洞穴遺跡の発掘のため来琉していた東京大学教授の鈴木尚らを港川に案内する。予備調査を行うと、大山が採集していた化石骨のうちに、ヒトの脛骨2点、上腕骨1点、足の親指、頭骨片が確認された。
1968年末から1971年（昭和46年）にかけて第1次調査が、1974年（昭和49年）からは本格的な発掘調査が行われ、完全に近い全身骨が5-9体、姿を現した。これが港川人である。

## 発掘調査

### 第一次沖縄洪積世人類発掘調査団
1968年（昭和43年）12月25日から1969年（昭和44年）1月7日にかけて、東京と沖縄の人類学・考古学者の混成チームによる発掘調査が行われた。団長は渡邊直經（東京大学）。人骨は発見されず。1970年（昭和45年）8月、大山が地下約20メートルで完全な化石頭骨と人骨を発見し、渡邊が緊急調査、頭骨など約40点の人骨片を発見した。同年11月、大山がほぼ完全な全身骨格を発掘する。

### 第二次沖縄洪積世人類発掘調査団
1970年（昭和45年）12月20日から1971年（昭和46年）1月10日にかけて発掘調査が行われた。団長は田辺義一（お茶の水女子大学）。人骨数点が出土したが、同調査では地質学的研究に力点が置かれた。

### 第三次沖縄洪積世人類発掘調査団
1974年（昭和49年）12月23日から12月29日にかけて発掘調査が行われた。団長は土隆一（静岡大学）。海水面下より人骨が出土した。1982年（昭和57年）に本報告書『The Minatogawa Man』（Suzuki and Hanihara eds.1982）が出版された。

### 具志頭村教育委員会の発掘調査
1998年（平成10年）から4年間、4次にわたる本格的な発掘調査が行われた。旧石器時代の人骨・石器の発見はなし。